# Narcisse-Achille de Salvandy
Narcisse-Achille de Salvandy (Condom, 11 giugno 1795 – Graveron, 15 dicembre 1856) è stato un politico francese, membro dell'Académie française, nella quale ha occupato il seggio numero 1 dal 1835 al 1856.

## Biografia
Nato a Condom da un'umile famiglia di origine irlandese, nel 1813 si arruolò nell'esercito e l'anno successivo entrò a far parte dei moschettieri neri di Luigi XVIII. Il suo pamphlet patriottico La Coalition et la France, pubblicato nel 1816, attirò l'attenzione di Élie Decazes, che gli affidò l'incarico di diffondere le sue idee sulla stampa e successivamente di ingaggiare una dura battaglia contro il governo di Jean-Baptiste Guillaume Joseph, conte di Villèle.
Durante la Monarchia di Luglio, dal 1830 al 1848, fece parte, quasi in maniera ininterrotta, della Camera dei deputati, fra le file del partito conservatore. Ministro dell'Istruzione nel governo di Louis-Mathieu Molé, fra il 1837 e 1839, e ancora una volta nel 1845, fu chiamato a sovrintendere alla ricostituzione del Consiglio dell'Istruzione, alla fondazione della École française di Atene e alla rinascita dell'École nationale des chartes.
Per brevi periodi, fra il 1841 e il 1843, fu ambasciatore a Madrid e Torino, e nel 1835 su eletto all'Académie française, nella quale occupò il seggio numero 1. Con l'instaurazione del Secondo Impero, nel 1852, si ritirò a vita privata e quattro anni dopo morì.